# Björn Bengtsson
Björn Mikael Bengtsson, född 28 oktober 1972 i Fosie församling i Malmö, är en svensk skådespelare.
Bengtsson, som är uppväxt i Skurup, utbildade sig vid musikallinjen på Balettakademien i Göteborg och senare vid Teaterhögskolan vid Göteborgs universitet 1993–1996. Han har arbetat på Malmö Stadsteater, Helsingborgs stadsteater, Riksteatern, Dramaten och Stockholms stadsteater.

## Filmografi (i urval)
- 1999 – Gertrud
- 2000 – Fem gånger Storm (TV-serie)
- 2001 – Fru Marianne (TV-serie)
- 2002 – Hot Dog
- 2003 – Ramona (TV-serie)
- 2003 – Utan dig
- 2003 – Björnbröder (röst som Kenai)
- 2005 – Vinnare och förlorare
- 2006 – Beck – Skarpt läge
- 2006 – Björnbröder 2 (röst som Kenai)
- 2006 – Offside
- 2006 – Istedgade
- 2007 – Labyrint (TV-serie)
- 2008 – Åkalla (TV-serie)
- 2009 – Psalm 21
- 2009 – G-Force (röst som Blaster)
- 2009 – Natt på museet 2 (röst som general George Armstrong Custer)
- 2010 – Bröderna Karlsson
- 2011 – Någon annanstans i Sverige
- 2011 – Tintins äventyr: Enhörningens hemlighet (röst som Tom)
- 2011 – Milo mot Mars (röst som George "Gribble" Ribble)
- 2012 – 30 grader i februari (TV-serie)
- 2013 – Julie
- 2013 – Epic – Skogens hemliga rike (röst som Bufo)
- 2014 – Hallonbåtsflyktingen
- 2014–2020 – Tjockare än vatten (TV-serie), SVT
- 2014 – Draktränaren 2 (röst som Eret, son av Eret)
- 2014 – Flygplan 2: Räddningstjänsten (röst som Dusty Spridenfält)
- 2015 – Johan Falk: Ur askan i elden
- 2015 – Johan Falk: Tyst diplomati
- 2015 – Johan Falk: Blodsdiamanter
- 2015 – Så ock på Jorden
- 2015 – Den gode dinosaurien (röst som Måns)
- 2016 – Vaiana (röst som Maui)
- 2016 – Kubo och de två strängarna (röst som Skalbaggen)
- 2017 – The Last Kingdom
- 2018 – Robin Hood
- 2018 – Spider-Man: Into the Spider-Verse (röst som Wilson Fisk / Kingpin)
- 2019 – Draktränaren 3 (röst som Eret, son av Eret)
- 2019 – The Angry Birds Movie 2 (röst som Garry)
- 2019 – Förfärliga snömannen (röst som hantlangarnas ledare)
- 2019 – Quick
- 2020 – Sonic the Hedgehog (röst som agent Stehn)
- 2021 – Raya och den sista draken (röst som Tong)
- 2021 – Eva & Adam
- 2021 – Den osannolika mördaren (TV-serie)
- 2021 – Sing 2 (röst som Jimmy Crystal)
- 2022 – Havsmonstret (röst som Jacob Holland)
- 2023 – Asterix & Obelix: I drakens rike (röst)
- 2023 – Hålla samman (TV-serie)
- 2023 – En helt vanlig familj (TV-serie)

## Teater

### Roller (ej komplett)
| År   | Roll          | Produktion                                                                          | Regi                 | Teater                                          |
| ---- | ------------- | ----------------------------------------------------------------------------------- | -------------------- | ----------------------------------------------- |
| 1997 | Benvolio      | Romeo och Julia (The Tragedy of Romeo and Juliet) William Shakespeare               | Thomas Müller        | Helsingborgs stadsteater                        |
| 1997 |               | Elddonet (Fyrtøjet) H.C. Andersen                                                   | Göran Stangertz      | Helsingborgs stadsteater                        |
| 1998 | Mannen        | Natten före skogarna (La Nuit juste avant les forêts) Bernard-Marie Koltès          | Thomas Müller        | Helsingborgs stadsteater                        |
| 1998 | Bartley       | Krymplingen på Inishmaan (The Cripple of Inishmaan) Martin McDonagh                 | Thomas Müller        | Helsingborgs stadsteater                        |
| 1998 | Medverkande   | Klubb Yoghurt: en levande bakteriekultur                                            | Ensemblen            | Helsingborgs stadsteater                        |
| 1999 | David         | Natten är dagens mor Lars Norén                                                     | Thomas Müller        | Helsingborgs stadsteater                        |
| 1999 | Charles       | Västra kajen (Quai Ouest) Bernard-Marie Koltès                                      | Thomas Müller        | Helsingborgs stadsteater                        |
| 2000 | Macbeth       | Macbeth William Shakespeare                                                         | Ulla Gottlieb(da)    | Helsingborgs stadsteater                        |
| 2001 |               | Måsen (Чайка, Tjajka) Anton Tjechov                                                 | Lars Norén           | Riksteatern                                     |
| 2012 |               | Bandet August Strindberg                                                            | Ulla Kassius         | Stockholms stadsteater på Liljevalchs konsthall |
| 2015 | Rogozjin      | Idioten (Идиот, Idiot) Mattias Andersson efter Fjodor Dostojevskij                  | Mattias Andersson    | Dramaten                                        |
| 2017 |               | Hamlet Jens Ohlin och Hannes Meidal                                                 | Jens Ohlin           | Teater Galeasen/ Dramaten                       |
| 2019 | Val           | Orfeus stiger ner (Orpheus descending) Tennessee Williams                           | Runar Hodne          | Dramaten                                        |
| 2022 | Micke, läkare | Morbror Janne – Scener från livet på landet (Дядя Ваня, Djadja Vanja) Anton Tjechov | Alexander Mørk-Eidem | Kulturhuset Stadsteatern                        |
| 2024 | Ben           | Lazarus David Bowie och Enda Walsh                                                  | Stefan Larsson       | Göta Lejon                                      |

### Regi
| År   | Produktion              | Upphovsmän                                                           | Teater                   |
| ---- | ----------------------- | -------------------------------------------------------------------- | ------------------------ |
| 2001 | En besynnerlig historia | Vladimir Majakovskij Översättning Gunnar Harding och Bengt Jangfeldt | Helsingborgs stadsteater |